# Leda Gloria
Leda Gloria, właśc. Leda Nicoletti (ur. 30 sierpnia 1912 w Rzymie, zm. 16 marca 1997 tamże) – włoska aktorka filmowa.
Aktorka wystąpiła w ponad 60 filmach w latach 1929-1965. Początkowo w filmach niemych. Znana m.in. z roli Marii Bottazzi w serii filmowej o Don Camillo i Peppone (Mały światek Don Camilla z 1952, Powrót Don Camilla z 1953, Don Camillo i poseł Peppone z 1955, Don Camillo prałatem z 1961, Towarzysz Don Camillo z 1965).